# District hospitalier d'Ostrobotnie du Nord
Le District hospitalier de l'Ostrobotnie du Nord (finnois : Pohjois-Pohjanmaan sairaanhoitopiiri, sigle PPSHP) est un district hospitalier de Finlande.

## Présentation
Le district hospitalier a pour mission de fournir aux résidents de ses communautés membres des services médicaux spécialisés. 
Outre le district hospitalier d'Ostrobotnie du Nord, la zone de responsabilité particulière de l'hôpital universitaire d'Oulu (OYS) comprend le district hospitalier de Kainuu, le district hospitalier de l'Ostrobotnie de l'Ouest, le district hospitalier d'Ostrobotnie centrale et le district hospitalier de Laponie. Dans son domaine de responsabilité particulière, OYS fournit des soins spécialisés.

## Municipalités membres
Le district hospitalier d'Ostrobotnie du Nord est un regroupement des municipalités de la province d'Ostrobotnie du Nord, à l'exception de Reisjärvi, qui a été transférée au district hospitalier central d'Ostrobotnie au début de 2013.
La liste des municipalités membres est:
- Alavieska
- Haapajärvi
- Haapavesi
- Hailuoto
- Ii
- Kalajoki
- Kempele
- Kuusamo
- Kärsämäki
- Liminka
- Lumijoki
- Merijärvi
- Muhos
- Nivala
- Oulainen
- Oulu
- Pudasjärvi
- Pyhäjoki
- Pyhäjärvi
- Pyhäntä
- Raahe
- Sievi
- Siikajoki
- Siikalatva
- Taivalkoski
- Tyrnävä
- Utajärvi
- Vaala
- Ylivieska

## Hôpitaux
Les établissements hospitaliers du district sont:
| Hôpital                      | Ville     |
| ---------------------------- | --------- |
| Hôpital universitaire d'Oulu | Oulu      |
| Hôpital d'Oulaskangas        | Oulainen  |
| Hôpital de Visala            | Ylivieska |
| Hôpital de Raahe             | Raahe     |